# Brović
Brović (izvirno srbsko Бровић) je naselje v Srbiji, ki upravno spada pod Občino Obrenovac; slednja pa je del Mesta Beograd.

## Demografija
V naselju, katerega izvirno (srbsko-cirilično) ime je Бровић, živi 619 polnoletnih prebivalcev, pri čemer je njihova povprečna starost 39,6 let (38,3 pri moških in 41,0 pri ženskah). Naselje ima 279 gospodinjstev, pri čemer je povprečno število članov na gospodinjstvo 2,81.
To naselje je, glede na rezultate popisa iz leta 2002, večinoma srbsko.
|  |

| Demografija | Demografija     | Demografija     |
| Leto        | Št. prebivalcev | Št. prebivalcev |
| ----------- | --------------- | --------------- |
|             |                 |                 |
|             |                 |                 |
|             |                 |                 |
|             |                 |                 |
| 1948        | 912             |                 |
| 1953        | 970             |                 |
| 1961        | 901             |                 |
| 1971        | 876             |                 |
| 1981        | 879             |                 |
| 1991        | 911             | 884             |
| 2002        | 807             | 783             |
|             |                 |                 |

| Etnična sestava po popisu iz leta 2002 | Etnična sestava po popisu iz leta 2002 | Etnična sestava po popisu iz leta 2002 | Etnična sestava po popisu iz leta 2002 | Etnična sestava po popisu iz leta 2002 |
| -------------------------------------- | -------------------------------------- | -------------------------------------- | -------------------------------------- | -------------------------------------- |
| Srbi                                   | Srbi                                   |                                        | 776                                    | 99,10%                                 |
| Črnogorci                              | Črnogorci                              |                                        | 3                                      | 0,38%                                  |
| Madžari                                | Madžari                                |                                        | 1                                      | 0,12%                                  |
| Jugoslovani                            | Jugoslovani                            |                                        | 1                                      | 0,12%                                  |
| Neznano                                | Neznano                                |                                        | 2                                      | 0,25%                                  |